# Hans-Dieter Niedlich
Hans-Dieter Niedlich (9 marzo 1940 – 12 febbraio 2019) è stato un cestista e allenatore di pallacanestro tedesco.

## Carriera
Con la Germania Ovest ha disputato i Campionati europei del 1965.